# 乗法的積分
数学における「乗法的積分」（じょうほうてきせきぶん、英: "product integral"）は、古典微分積分学において通常の積分がある種の和の極限と見做されることに並行して、その乗法版となるものを指す示唆的な呼称である。原初の乗法的積分は、1887年にヴィト・ヴォルテラが線型微分方程式系を解くために用いた（後述）。そのほか、乗法的積分の例には幾何積分 (geometric integral)、第二幾何積分 (bigeometric integral) など非ニュートン微分積分学におけるいくつかの積分を挙げることができる。
本項ではヴォルテラらに倣い、乗法的積分を表すのに積分記号 ∫（や、それに積記号 × や P を重ねた変形版）ではなく ∏ を用いる。

## 定義
函数 f: [a, b] → R の古典リーマン積分は
{\displaystyle \int _{a}^{b}f(x)\,dx:=\lim _{\Delta x\to 0}\sum f(x_{i})\,\Delta x}
と定義される（ただし極限は、区間 [a, b] の任意の分割を亙り、区間の最大長が 0 に近づく極限をとる）のであった。乗法的積分は、厳密さをさておけば、和の極限を積の極限とする以外はこれと同じである。それは「離散的な」乗積の「連続」版として理解される。乗法的積分の定式化には様々な流儀があるが、よく用いられる定義のいくつかを以下に挙げる。

### ヴォルテラの積分
定義 (Volterra)
{\displaystyle \prod _{a}^{b}(1+f(x)\,dx):=\lim _{\Delta x\to 0}\prod (1+f(x_{i})\,\Delta x).}
- この意味での乗法的積分に関して、実函数の可積分条件はリーマン可積分であることが必要十分である。同様の仕方で、乗法的ルベーグ積分（後述）、乗法的リーマン・スティルチェス積分、乗法的ヘンストック・クルツヴァイル積分など、より一般の乗法的積分などを考えることができる。

この定義はヴォルテラのオリジナルの定義に対応する。数値的な函数 f: [a, b] → R に対し、
{\displaystyle \prod _{a}^{b}(1+f(x)\,dx)=\exp \left(\int _{a}^{b}f(x)\,dx\right),}
が成り立つ。ゆえにこれは乗法的微分積分学に言う意味での乗法的積分—線型汎函数として乗法的であるような作用素–ではない。
ヴォルテラの乗法的積分は、行列値函数あるいはより一般にバナッハ代数値函数に対して（上記の数値的な函数の場合のような関係式は成立しないが）極めて有効である。
また、数値的な函数に対して、ヴォルテラの微分積分の体系での微分は対数微分法であり、従ってヴォルテラの意味での微分積分学は乗法的微分積分学の一種でもないし、非ニュートン微分積分学 (non-Newtonian calculus) の一種でもない。

### 幾何積分
定義 (幾何積分)
{\displaystyle \prod _{a}^{b}f(x)^{dx}:=\lim _{\Delta x\to 0}\prod {f(x_{i})^{\Delta x}}=\exp \left(\int _{a}^{b}\ln f(x)\,dx\right).}
これは乗法的作用素 (multiplicative operator) になる。
この定義は離散的な乗積作用素 ∏b
a• の連続版であるとともに、通常の（加法的）積分 ∫b
a•dx の乗法版である。
|        | 加法版                                | 乗法版                                  |
| ------ | ------------------------------------- | --------------------------------------- |
| 離散版 | {\displaystyle \sum _{i=a}^{b}f(i)}   | {\displaystyle \prod _{i=a}^{b}f(i)}    |
| 連続版 | {\displaystyle \int _{a}^{b}f(x)\,dx} | {\displaystyle \prod _{a}^{b}f(x)^{dx}} |

この定義の有用な点は、log との交換性:
{\displaystyle \ln \prod _{a}^{b}p(x)^{dx}=\int _{a}^{b}\ln p(x)\,dx}
である。
幾何積分は乗法的微分積分学の一種である幾何微分積分学 (geometric calculus) で中心的な役割を果たす。

### 第二幾何積分
定義 (bi-geometric積分)
{\displaystyle \prod _{a}^{b}f(x)^{d(\ln x)}=\exp \left(\int _{\ln a}^{\ln b}\ln f(e^{x})\,dx\right).}
この積分も乗法的線型汎函数になる。

## 性質
以下、幾何積分について述べる（他の乗法的積分では事情が異なる場合があることに注意）。
基本性質
- {\displaystyle \prod _{a}^{b}{c^{dx}}=c^{b-a},}
- {\displaystyle \prod _{a}^{b}{(f(x)^{k})^{dx}}=(\prod _{a}^{b}{f(x)^{dx}})^{k},}
- {\displaystyle \prod _{a}^{b}{(c^{f(x)})^{dx}}=c^{\int _{a}^{b}\!f(x)dx}.}

幾何微分積分学の基本定理
- {\displaystyle \prod _{a}^{b}{f^{*}(x)^{dx}}=\prod _{a}^{b}\exp \left({\frac {f'(x)}{f(x)}}\,dx\right)={\frac {f(b)}{f(a)}}.}

ただし、f∗(x) は幾何微分である。幾何微分は例えば以下の法則を満たす:
積の法則
- {\displaystyle (fg)^{*}=f^{*}g^{*},}

商の法則
- {\displaystyle (f/g)^{*}=f^{*}/g^{*}.}

乗法的大数の法則
- {\displaystyle {\sqrt[{n}]{X_{1}X_{2}\cdots X_{n}}}\to \prod _{x}X^{dF(x)}{\text{ as }}n\to \infty .}

ただし、X は確率分布 F(x) に従う確率変数。通常の（加法的な）大数の法則と比較せよ。

## ルベーグ式の積分
古典的な積分のルベーグ式の定式化と同様に、乗法的積分を単函数の乗法的積分近似によって定めることができる。

### ヴォルテラの乗法的積分の場合
単函数は階段函数を一般化するものであるから、以下では単函数としてそれが階段函数になっている特別の場合のみを考えるが、議論としてはそれで十分であることに注意する。これにより、リーマン式の定義と比べてルベーグ式の定義の方が平易なものとなる。
区間の分割 a = y0 < y1 < ⋯ < ym に対応する階段函数 f: [a, b] → R および点付き分割 {\displaystyle a=x_{0}<x_{1}<\dots <x_{n}=b,\quad x_{0}\leq t_{0}\leq x_{1},x_{1}\leq t_{1}\leq x_{2},\dots ,x_{n-1}\leq t_{n-1}\leq x_{n}} を考えると、この函数のヴォルテラ積分の「リーマン式」の近似は {\displaystyle \prod _{k=0}^{n-1}[{\big (}1+f(t_{k}){\big )}\cdot (x_{k+1}-x_{k})]} で与えられる。大まかに言って、ヴォルテラ積分はこのような積の極限として Schlesinger, Ludwig (1931), Neue Grundlagen für  einen Infinitesimalkalkul der Matrizen（「行列の無限小解析に対する新たな基礎」）で定義された
ヴォルテラ積分のこのリーマン式の定義は、ほかにも {\displaystyle \prod _{k=0}^{n-1}\exp(f(t_{k})\cdot (x_{k+1}-x_{k}))} と近似を定義できて、f が定数函数のとき先の近似とこの近似の極限は一致する。ここで、一般に、階段函数に対して後者の近似は（それがもとの階段函数を定義する分割の細分である限りにおいて）分割のとり方に依存しない（対して、前者はそのような細分だけを考えても分割のとり方に依存する）ことに注意する。
さらに「任意の」ヴォルテラ積分な函数 f に対して、上記二つの近似の極限は一致することが示せる。階段函数に対して後者の近似が「十分細かい」分割に対してはその分割の細かさに依存しないのだから、階段函数に対する「ルベーグ式の」ヴォルテラ積分（ルベーグ乗法的積分）を {\displaystyle \prod _{a}^{b}(1+f(x)\,dx){\overset {\text{def}}{{}:={}}}\prod _{k=0}^{m-1}\exp(f(s_{k})\cdot (y_{k+1}-y_{k}))} と定義することは意味を為す。ただし、{\textstyle y_{0}<a=s_{0}<y_{1}<\dots <y_{n-1}<s_{n-1}<y_{n}=b} は点付き分割で、{\textstyle a=y_{0}<y_{1}<\dots <y_{m}} は階段函数 f の定義分割とする。（これと対照に前者の近似で考えると、対応する量を紛れ無く定義することは難しい。）
この定義を勝手な測度空間に一般化することは容易である。X は測度 μ を持つ測度空間とすると、任意のヴォルテラ可積分単函数 {\textstyle f(x)=\sum _{k=1}^{n}a_{k}I_{A_{k}}(x)}（つまり、適当な互いに素な可測集合列 {\textstyle A_{0},A_{1},\dots ,A_{m-1}\subseteq X} の指示函数の凸結合)）に対して、ヴォルテラ積分を {\displaystyle \prod _{X}(1+f(x)\,d\mu (x)){\overset {\text{def}}{{}:={}}}\prod _{k=0}^{m-1}\exp(a_{k}\mu (A_{k}))} と定義する（ak は Ak における f の値であることに注意）。X = R で μ がルベーグ測度であり、ルベーグ可測集合列 Ak が全て区間であるという特別の場合において、いま定義した積分が上で定義したものに一致することを証明できる。古典的なルベーグ積分論での議論と同じく、任意のヴォルテラ可積分函数に対するルベーグ乗法的積分は、適当なヴォルテラ可積分単函数のルベーグ乗法的積分からなる増大列の極限として与えられる。

さて、上記定義式の両辺の対数をとれば、任意のヴォルテラ可積分単函数 f に対し {\displaystyle \ln {\Big (}\prod _{X}(1+f(x)\,d\mu (x)){\Bigr )}=\ln \!{\Big (}\prod _{k=0}^{m-1}\exp(a_{k}\mu (A_{k})){\Bigr )}=\sum _{k=0}^{m-1}a_{k}\mu (A_{k})} を得るが、この一番右の辺は単函数の（通常の）ルベーグ積分 {\textstyle \int _{X}f(x)\,d\mu (x)} の定義式にほかならないから、上式は 
 であることを意味している。さらに言えば、exp のような連続函数は極限と交換可能であり、かつ任意のヴォルテラ可積分函数 f は単函数の乗法的積分の極限であったから、上記の関係式 Def: 1 は「任意の」ヴォルテラ可積分函数 f に対して一般に満足される。
この性質を用いれば、ヴォルテラの乗法的積分 Vf (Vf(B) ≔ ∏
B(1 + f⋅dμ)) が（積分領域を引数とする）集合函数として乗法的（Vf(B1 ⊔ B2) = Vf(B1)⋅Vf(B2)）であることが示せる（この性質は加法的集合函数としての測度の性質と対比するものと見ることができる）。一方、ヴォルテラの乗法的積分 V は（可積分函数 f を引数とする）汎函数としては乗法的でないことをふたたび注意しておく。

### 幾何積分の場合
前節と条件を同じく (X, μ) を測度空間 とし、任意の幾何可積分単函数 {\displaystyle f(x)=\sum _{k=1}^{n}a_{k}I_{A_{k}}(x)} に対する幾何積分を {\displaystyle \prod _{X}f(x)^{d\mu (x)}{\stackrel {\text{def}}{{}:={}}}\prod _{k=0}^{m-1}a_{k}^{\mu (A_{k})}} で定義する（上で定義した幾何積分の一般化である）。両辺の対数をとって、{\displaystyle \ln \!{\Big (}\prod _{X}f(x)^{d\mu (x)}{\Bigr )}=\sum _{k=0}^{m-1}\ln(a_{k})\mu (A_{k})=:\int _{X}\ln f(x)\,d\mu (x)}（最後の等号は単函数に対する通常のルベーグ積分の定義である）、すなわち 
 を得るが、前節でみたのと同様に exp および ln の連続性と可積分函数 f が単函数列の単調増大極限であることにより、Def: II は「任意の」幾何可積分 f に対して満足される。これにより上で見た幾何積分に関する性質は一般化される。
そのような意味において、「幾何積分に関するルベーグ積分論」は完全に通常のルベーグ積分に関する「古典的ルベーグ積分論」に帰着される。

## 注